# Brügger Madonna

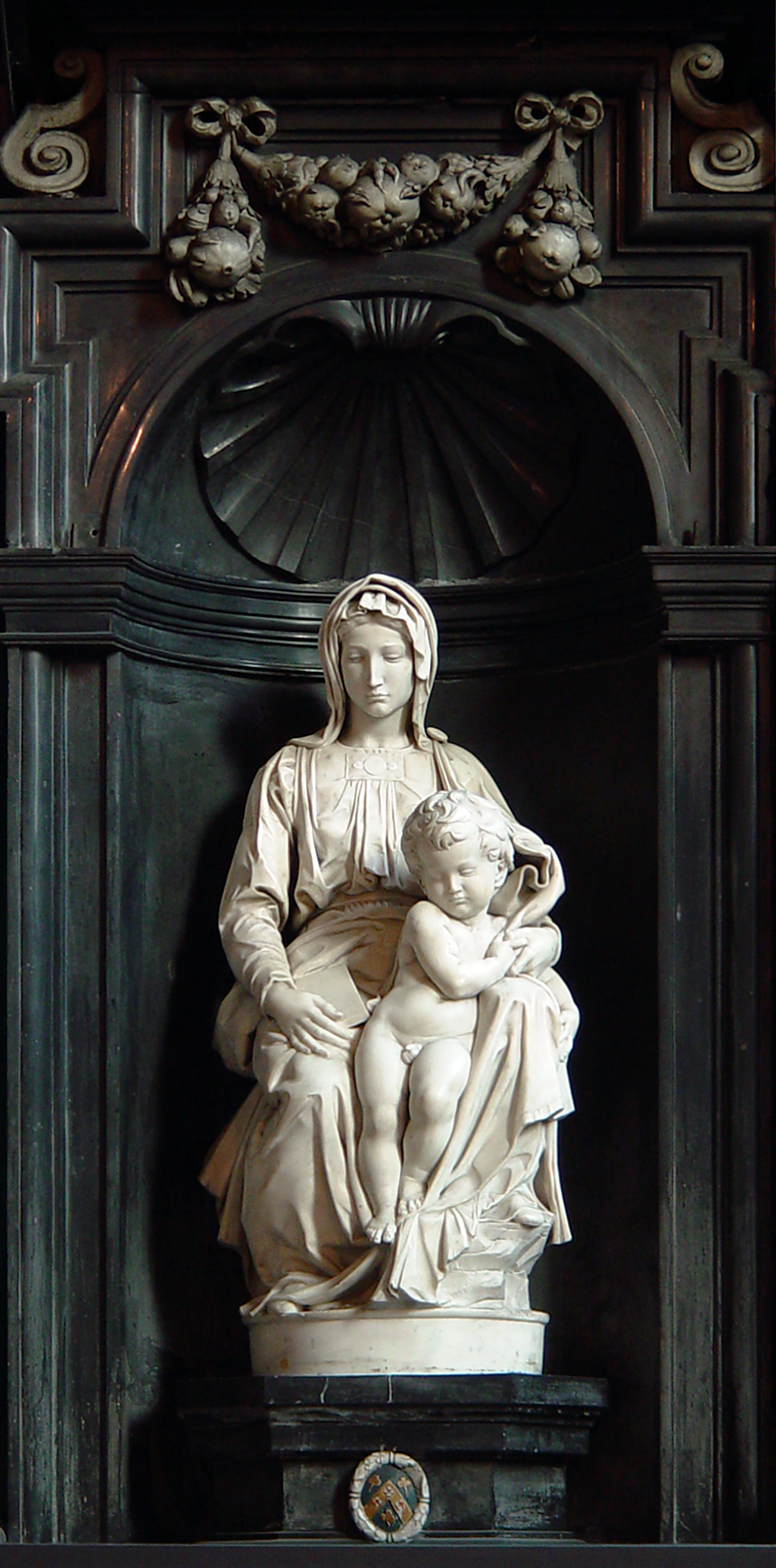
Michelangelos Madonna

Die Brügger Madonna ist eine Skulptur von Michelangelo aus den Jahren 1501 bis 1506 in der Moscron-Kapelle der Brügger Liebfrauenkirche.

## Beschreibung
Die Brügger Madonna ist unsigniert, mit Basis 1,26 m hoch und aus poliertem Marmor. Sie ist eine Vollplastik, auf Vorderansicht zur Betrachtung und Verehrung gestaltet. Die Darstellung zeigt Maria mit dem stehenden Jesusknaben. Beide haben niedergeschlagene Augenlider, die Leonardo da Vinci bei seinen Mariendarstellungen eingeführt hat. Diese Introvertiertheit ist Ausdruck ihres Bewusstseins zukünftiger Ereignisse.
Die Statue ist keine stehende Marienfigur mit dem kleinen Jesuskind auf ihrem Arm, sondern eine sitzende mit einem bereits stehenden Knaben zwischen ihren Knien, dessen rechte Hand sie mit ihrer linken ergreift. Ihre rechte Hand hält ein Buch auf ihrem Knie fest. Dieses einzigartige Motiv hat offensichtlich den Platytera-Marientypus zum Vorbild. Marias Kleid ist geschlossen mit einem schmuckförmigen Plattenbesatz im Brustbereich, von dem zwei Bänder hinabfallen. In der Mitte über der Stirn Mariens drapiert Michelangelo eine Omega-Falte. Bei der Madonna sind ihre Haare, das mit der Omega-Falte geschmückte Kopftuch und ihr Mantel über den Kopf angeordnet.
Das Kunstwerk steht in einer schwarzen Marmorkonche, deren oberen Abschluss die Kalotte, ein großes Muschelmotiv, als Zeichen der Fruchtbarkeit und zugleich Jungfräulichkeit Mariens schmückt.

## Zuschreibung und Historie
- Siehe auch: Piccolomini-Altar

Die Zuschreibung erfolgte im 19. Jahrhundert anhand von Michelangelos Brief vom 31. Januar 1506 an seinen Vater Lodovico di Leonardo Buonarroti Simoni in Florenz, in dem er dieses Kunstwerk erwähnte. Er bat den Vater, sich „um jene Madonna aus Marmor zu bekümmern, denn ich möchte, daß man sie in Euer Haus trage und sie niemanden sehen lasse“. Die Existenz der Skulptur musste verborgen bleiben, da sie Bestandteil eines Vertrages zwischen Michelangelo und Francesco Todeschini Piccolomini, dem späteren Papst Pius III. war. Dieser beabsichtigte, für sich und seine Familie im nördlichen Seitenschiff des Domes zu Siena einen Altar aufstellen zu lassen. Zunächst war Pietro Torrigiano, der Michelangelo in der Scuola di San Marco die Nase zertrümmert hatte, als Künstler bestimmt worden. Torrigiano trat jedoch, nachdem er die Statue des heiligen Franziskus für den Altar begonnen hatte, als Soldat in die Armee Cesare Borgias ein.
Für Michelangelo dürfte die Möglichkeit, damit späte Genugtuung zu erhalten, maßgeblich gewesen sein, als man ihn um die Fortführung des Auftrages bat. Abzuliefern waren fünfzehn Statuen, die zwei braccia (Ellen), also ca. 120 cm hoch sein sollten. Sollte die Qualität nicht befriedigen, hätte Michelangelo nachbessern bzw. Ersatz liefern müssen. Innerhalb der vertraglichen Frist von drei Jahren durfte Michelangelo keine weiteren Aufträge annehmen. Er hielt sich jedoch nicht an den Vertrag; nach Ablauf dieser Frist konnte er dem bereits zum Papst erhobenen Piccolomini keine einzige Statue vorweisen. Die Erben schickten Michelangelo einen Mahnbrief mit dem Angebot, den Kontrakt um zwei Jahre zu verlängern. Unter diesem Eindruck lieferte Michelangelo im Oktober 1504 fünf Skulpturen (Petrus, Paulus, Gregor, Pius, Franziskus). 1508 stieg Michelangelo aus dem Vertrag aus, er hatte sich arbeitsmäßig übernommen.
Es wird angenommen, dass die Brügger Madonna ursprünglich für diesen Auftrag vorgesehen war. Wie es zum Verkauf der Madonna nach Brügge kam, bleibt unklar. Es wird vermutet, dass Michelangelo sein signifikantes Werk nicht in eine „Nische“ stellen wollte oder dass er das Werk mit einem Preisvorteil von 33½ Dukaten verkauft hat. Am 21. April 1564 zahlte Michelangelos Neffe Leonardo, kurz nach dem Tod des Künstlers, 100 Dukaten an die Piccolomini-Erben zurück.
Die Statue wurde von Johann und Alexandre Mouscron, Kaufleuten aus Brügge, erworben, da sie ihren Vorstellungen zu einer von ihnen geplanten Altarstiftung entsprach. Im August 1505 war die Statue vollendet und erhielt ihre letzte Politur. Bis zur Verschiffung verging noch ein Jahr. Dennoch kam sie wohlbehalten in Brügge an. Dort blieb sie zunächst bei der Familie Mouscron, bis Alexandre Mouscron sie 1514 der Liebfrauenkirche in Brügge stiftete. Am 7. April 1521 sah Albrecht Dürer sie dort, der sie das „Marienbild von Alabaster“ nannte.
Anders als bei der römischen Pietà hat Michelangelo sein Werk nicht signiert. Allerdings wird seine Urheberschaft in der Regel nicht bestritten. Ein Hinweis für die allgemeine Zuordnung als sein Werk ist, dass es einen Beleg für den Transport des Standbildes über Viareggio nach Brügge und Erwerb durch die Mouscron gibt. Das Werk repräsentiert die Ideale der Hochrenaissance in Florenz. Anhand einer erhaltenen Entwurfsskizze vermutet man, dass für die Madonnengestalt ein Mann Modell gestanden hat.

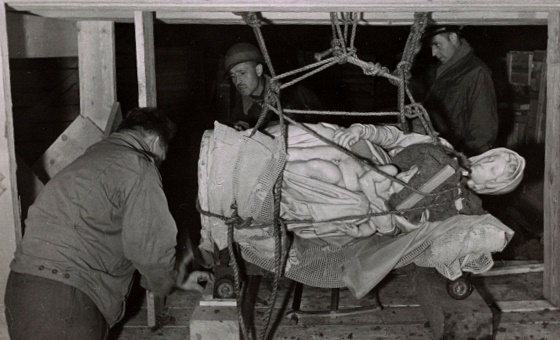
Die Brügger Madonna bei der Bergung aus dem Salzbergwerk Altaussee, 1945

Während der Französischen Revolution befand sich die Statue in Paris, ab 1815 wieder in der Liebfrauenkirche zu Brügge. 1944 wurde sie von der deutschen Besatzungsmacht beschlagnahmt und in einem stillgelegten Bergwerk in Altaussee gelagert, von wo sie später zusammen mit anderer NS-Raubkunst in das in Linz geplante Führermuseum gebracht werden sollte. Nach Kriegsende 1945 konnte sie an den alten Platz zurückkehren.

## Trivia
Die Brügger Madonna ist ein zentrales Thema des Films Monuments Men – Ungewöhnliche Helden (2014). Neben den Wegen anderer Raubkunst wird auch die Suche nach ihr und ihre Bergung in Altaussee nach dem Fall des Naziregimes 1945 dargestellt.